# Popielec (serial telewizyjny)
Popielec – polski serial telewizyjny z 1982 roku w reżyserii Ryszarda Bera, nakręcony na podstawie powieści Włodzimierza Kłaczyńskiego pod tym samym tytułem.
Serial zrealizowano głównie we wsi Wesoła przy współudziale jej mieszkańców. Włączono także sceny kręcone w miejscowościach: Nozdrzec, Izdebki, Borek Stary (Sanktuarium Matki Boskiej Boreckiej) oraz Blizne, gdzie w zabytkowym drewnianym kościele Wszystkich Świętych kręcono sceny religijne.
Poprzez losy głównego bohatera Józka Garstki ukazano polską wieś podczas okupacji hitlerowskiej oraz w początkach władzy komunistycznej (1940–1945 i 1956) w sposób odbiegający od dotychczas obowiązującej narracji. Próbując przetrwać trudny czas, zagubieni w nowej rzeczywistości ludzie zachowują się nierzadko w sposób daleki od kultywowanych we wcześniejszej polskiej kinematografii propagandowych stereotypów o wojennym bohaterstwie, poświęceniu i ofierze. W istocie jest to pokoleniowa saga wsi polskiej, charakterem nawiązująca do serialu J. Rybkowskiego Chłopi, ale rozgrywająca się w szczególnie trudnym okresie XX wieku.

## Odcinki
1. Ucieczka
2. Półpanek
3. Dzicyzna
4. Dymy
5. Herod
6. Podmuch
7. Ślub
8. Amnestia
9. Po latach...

## Obsada
- Tomasz Dedek – Józuś Garstka
- Bożena Adamek – Zośka Koczarkówna
- Alicja Jachiewicz – Hanka Koczarkowa
- Stanisław Michalski – Stanisław Półpanek
- Maciej Góraj – Franek Nozder
- Joanna Żółkowska – Leonka Płonkowa
- Zdzisław Kozień – Matus (Mateusz) Płonka
- Tomasz Zaliwski – stary Hladik
- Katarzyna Łaniewska – Hladiczka
- Mirosław Skupin – Jasiek Hladik
- Elżbieta Golińska – Jadźka Hladikówna
- Jerzy Rogalski – szwagier Hladików
- Stefan Szmidt – stary Garstka (Stefan)
- Jerzy Block – dziadek Garstka „Cuksfirer”
- Ewa Ziętek – Giena Węgrzynowa
- Halina Buyno-Łoza – stara Węgrzynka
- Hanna Maria Giza – Kaśka Łojasonka
- Henryk Bista – kapitan Kruszyna
- Bogusz Bilewski – znachor Pyza
- Hanna Skarżanka – znachorka Mikośka
- Andrzej Krasicki – nauczyciel Dobrowolski
- Teresa Szmigielówna – Dobrowolska
- Tadeusz Chudecki – Beblok
- Zbigniew Zamachowski – Latac
- Stanisław Górka – Nakopalec
- Zdzisław Kuźniar – policjant Starostka
- Adam Baumann – policjant Karłoziński
- Andrzej Mrozek – policjant Radała
- Henryk Rajfer – Szymek Cukerbrot
- Eugeniusz Kamiński – rządca Hanke
- Henryk Hunko – stróż dworski
- Piotr Grabowski – Władek Radzik „Siwek”
- Marian Opania – żandarm Wykukal
- Andrzej Mrowiec – komunista Wieczorek
- Ryszard Kotys – Waluś
- Jerzy Turek – Bator
- Barbara Wałkówna – Batorka
- Edward Kusztal – Kurgan
- Mirosława Marcheluk – Kurganka
- Marian Łącz – Krzemień
- Teresa Sawicka – Ksenia „Popędzołka”
- Wojciech Alaborski – dziedzic Niżyński
- Tadeusz Szaniecki – ksiądz proboszcz
- Andrzej Kozak – por. Nogaj
- Franciszek Trzeciak – Karfał, komendant posterunku MO
- Jerzy Kryszak – milicjant Milewski
- Stefan Friedmann – milicjant Zwanek
- Lech Dyblik – Walerek Kuźnik
- Jerzy Karaszkiewicz – Burek
- Danuta Rynkiewicz – Miśka
- Genowefa Wydrych – matka Bebloka
- Maria Zbyszewska – fotografka
- Zygmunt Zintel – Hnat
- Ryszard Dembiński – Chmiel
- Ferdynand Matysik – Szelest
- Jarosław Kopaczewski – Kuwak
- Jan Jurewicz – milicjant Pletniar
- Włodzimierz Bednarski – radziecki saper
- Leon Niemczyk – pełnomocnik ds. reformy rolnej
- Marian Glinka – Pałyszko
- Zygmunt Bielawski – Wańtowicz
- Stanisław Jaskułka – Puszkar
- Aleksander Fogiel – Gabor
- Andrzej Bielski – wikary
- Paweł Galia – Morwawa
- Tadeusz Madeja – Rakuszan
- Jan Pyjor – stary Radzik